# Edwards (Automarke)
Edwards war eine britische Automarke. Hersteller war J. Leslie Edwards aus Kings Norton (Worcestershire). Die Produktion fand nur 1913 statt.
Das einzige Modell war ein Cyclecar Der Wagen wurde von einem V2-Motor von Precision angetrieben, der 8 bhp (5,9 kW) leistete. Das Fahrzeug wurde als Tourenwagen sowie als Rennwagen ohne Türen verkauft.